# 马利皮罗-特雷维桑宫

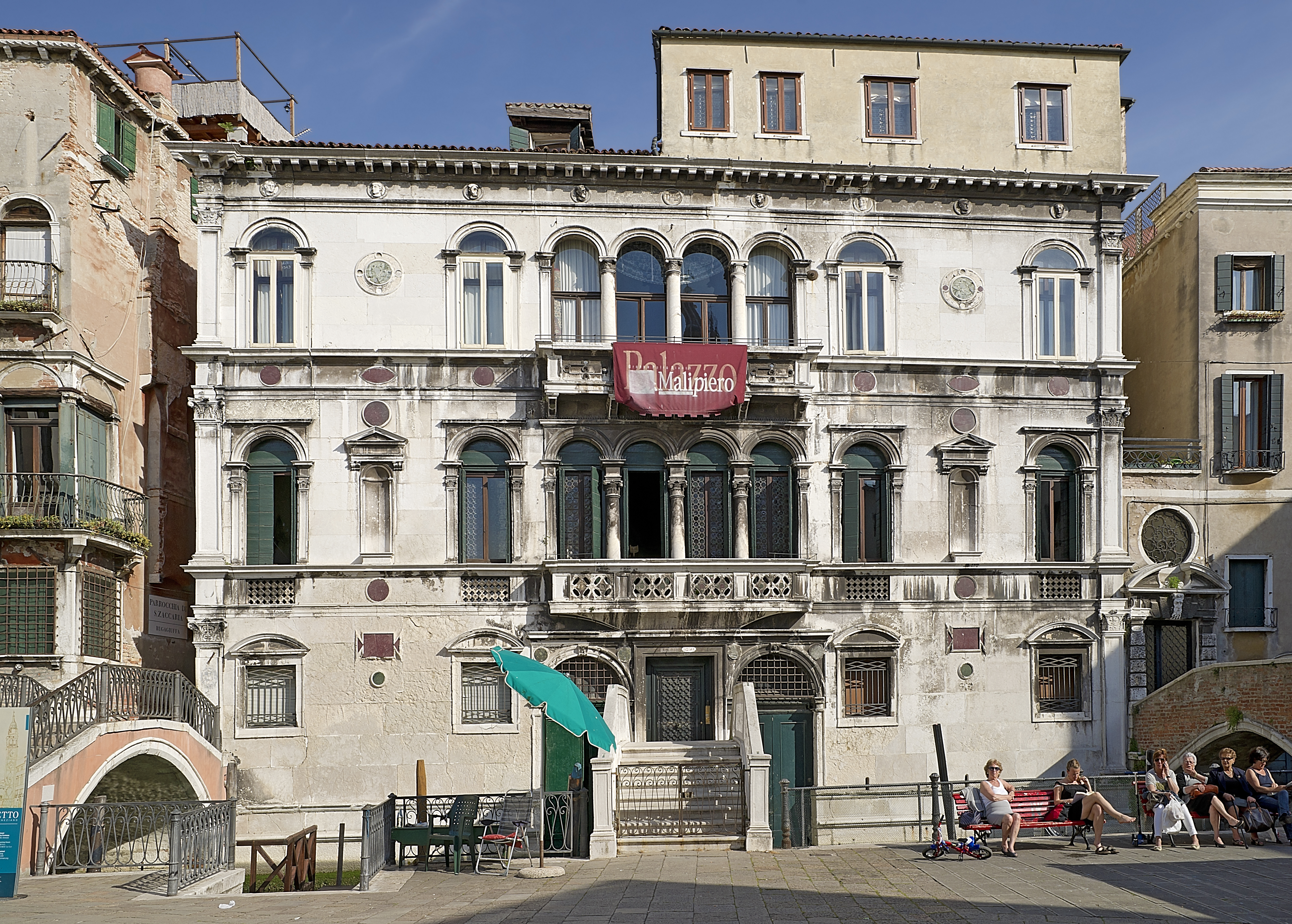

马利皮罗-特雷维桑宫（Palazzo Malipiero Trevisan）是威尼斯的一座宫殿，位于城堡区，至美圣玛利亚广场的东南侧（通过私人桥梁进入）。
该建筑建于15-16世纪，原为马利皮罗家族的居所，15世纪末通过婚姻，归属特雷维桑家族。
该建筑共三层，对称的立面为文艺复兴风格，使用伊斯特拉石贴面。在二楼保存有18世纪的壁画，状况依然良好。